# Freak Out!
Freak Out! je debutové studiové dvojalbum americké skupiny The Mothers of Invention, vydané 27. června 1966 u Verve Records. Album bývá často označováno za první konceptuální album. Jedná se také o jedno z prvních rockových dvojalb, i když album Blonde on Blonde od písničkáře Boba Dylana bylo vydané jedenáct dní před tímto. Ve Spojeném království bylo album původně vydané jako jeden disk.
Album produkoval Tom Wilson, který s Mothers podepsal smlouvu ještě v době, kdy se jmenovali The Soul Giants. Zappa o mnoho let později uvedl, že Wilson podepsal smlouvu v domnění, že jsou bílí bluesoví hudebníci. Na albu jsou mimo Zappy, který hraje na kytaru a zpívá ještě také zpěvák Ray Collins, baskytarista Roy Estrada, bubeník Jimmy Carl Black a kytarista Elliot Ingber, který se později pod přezdívkou „Winged Eel Fingerling“ připojí ke skupině Magic Band Captaina Beefhearta. Na albu je znát satirický výraz vnímání frontmana Franka Zappy.
Před nahráním tohoto alba skupina hrála předělávky rhythm and bluesových písní, přestože Zappa chtěl hrát vlastní skladby. Hudební rozsah alba Freak Out! sahá od rhythm and blues, přes doo-wop o avantgardní hudbu. Ačkoli bylo album zpočátku přijaté špatně ve Spojených státech, v Evropě mělo úspěch. Po krátké době mělo již úspěch i v USA.
V roce 1999 bylo album uvedeno do Grammy Hall of Fame Award a v roce 2003 ho časopis Rolling Stone zařadil do svého seznamu „500 nejlepších alb všech dob“. V roce 2006 byl natočen dokument The MOFO Project/Object, vydaný na počest 40. výročí vydání alba.

## Před vydáním alba
Na počátku 60. let 20. století se Zappa setkal s Rayem Collinsem, který pracoval jako tesař a o víkendech zpíval se skupinou The Soul Giants. Jeho skupina zrovna hledala kytaristu, tak Collins Zappovi místo nabídl a on ho přijal. Skupina předtím hrála rhythm and blues, ale když do ní Zappa vstoupil, ostatní členy přemluvil k hraní vlastního materiálu a začal shánět nahrávací smlouvu. Zatímco většině členů se představa hrát vlastní skladby líbila, tak frontman, saxofonista Davy Coronado měl pocit, že by to skupinu mohlo zničit a sám tedy radši skupinu opustil. V tomto okamžiku se skupina přejmenovává na The Mothers of Invention a pozici lídra kapely přebírá Frank Zappa.
Na začátku roku 1965 se skupina přestěhovala do Los Angeles, kde Zappa dostal manažerskou smlouvu s Herbem Cohenem. Získali stabilní práci v klubech po Sunset Strip. Skupina získala nahrávací smlouvu a nové album produkoval zaměstnanec MGM Records Tom Wilson, album mělo vyjít u společnosti Verve Records, která spadá pod MGM. Skupina podepsala smlouvu 1. března 1966 a rychle začala pracovat na svém prvním albu.

## Nahrávání alba
Album se nahrávalo v TTG Studios v Hollywoodu v Kalifornii od 9. do 12. března 1966. První se nahrávaly skladby „Any Way The Wind Blows“ a „Who Are the Brain Police?“ Některé skladby byly nahrány již v roce 1965, tedy před nahráváním alba Freak Out!, byly to skladby „Motherly Love“ a „I Ain't Got No Heart“ a vyšly až v roce 2004 na posmrtném albu Joe's Corsage. Například skladbu „Any Way The Wind Blows“ nahráli již v roce 1963 a vyšla na albu The Lost Episodes.

## Vydání alba
Freak Out! bylo vydané 27. června 1966 a název skupiny byl The Mothers of Invention. Zappa MGM navrhl, aby se skupina jmenovala „The Mothers Auxiliary“. Zvláštní osobností na albu byla Suzy Creamcheese, Zappou vymyšlená postava. V roce 2006 vyšlo album The MOFO Project/Object, vydané při příležitosti 40. výročí vydání původního alba v „Zappa Family Trust“.

## Seznam skladeb
Všechny skladby napsal Frank Zappa, mimo „Go Cry On Somebody Else's Shoulder“ tu napsal Frank Zappa a Ray Collins.

### 2 LP
| Strana 1 | Strana 1                           | Strana 1 |
| Pořadí   | Název                              | Délka    |
| -------- | ---------------------------------- | -------- |
| 1.       | Hungry Freaks, Daddy               | 3:32     |
| 2.       | I Ain't Got No Heart               | 2:34     |
| 3.       | Who Are the Brain Police?          | 3:25     |
| 4.       | Go Cry on Somebody Else's Shoulder | 3:43     |
| 5.       | Motherly Love                      | 2:50     |
| 6.       | How Could I Be Such a Fool?        | 2:16     |

| Strana 2 | Strana 2                               | Strana 2 |
| Pořadí   | Název                                  | Délka    |
| -------- | -------------------------------------- | -------- |
| 1.       | Wowie Zowie                            | 2:55     |
| 2.       | You Didn't Try to Call Me              | 3:21     |
| 3.       | Any Way the Wind Blows                 | 2:55     |
| 4.       | I'm Not Satisfied                      | 2:41     |
| 5.       | You're Probably Wondering Why I'm Here | 3:41     |

| Strana 3 | Strana 3                                                                                   | Strana 3 |
| Pořadí   | Název                                                                                      | Délka    |
| -------- | ------------------------------------------------------------------------------------------ | -------- |
| 1.       | Trouble Every Day                                                                          | 5:53     |
| 2.       | Help, I'm a Rock 1. Okay To Tap Dance 2. In Memoriam, Edgar Varèse 3. It Can't Happen Here | 8:37     |

| Strana 4 | Strana 4                                                                                     | Strana 4 |
| Pořadí   | Název                                                                                        | Délka    |
| -------- | -------------------------------------------------------------------------------------------- | -------- |
| 1.       | The Return of the Son of Monster Magnet 1. Ritual Dance of the Child-Killer 2. Nullis Pretii | 12:22    |

### 1 LP
| Strana 1 | Strana 1                               | Strana 1 |
| Pořadí   | Název                                  | Délka    |
| -------- | -------------------------------------- | -------- |
| 1.       | Hungry Freaks, Daddy                   | 3:28     |
| 2.       | I Ain't Got No Heart                   | 2:30     |
| 3.       | Who Are the Brain Police?              | 3:22     |
| 4.       | Motherly Love                          | 2:45     |
| 5.       | Wowie Zowie                            | 2:45     |
| 6.       | You Didn't Try To Call Me              | 3:17     |
| 7.       | I'm Not Satisfied                      | 2:37     |
| 8.       | You're Probably Wondering Why I'm Here | 3:37     |

| Strana 2 | Strana 2                                                                                     | Strana 2 |
| Pořadí   | Název                                                                                        | Délka    |
| -------- | -------------------------------------------------------------------------------------------- | -------- |
| 1.       | Trouble Every Day                                                                            | 2:33     |
| 2.       | Help, I'm A Rock 1. Okay To Tap Dance 2. In Memoriam Edgar Varese 3. It Can't Happen Here    | 8:33     |
| 3.       | The Return of the Son of Monster Magnet 1. Ritual Dance Of The Child-Killer 2. Nullis Pretii | 12:15    |

### CD
| Pořadí | Název                                   | Délka |
| ------ | --------------------------------------- | ----- |
| 1.     | Hungry Freaks, Daddy                    | 3:32  |
| 2.     | I Ain't Got No Heart                    | 2:34  |
| 3.     | Who Are the Brain Police?               | 3:34  |
| 4.     | Go Cry on Somebody Else's Shoulder      | 3:43  |
| 5.     | Motherly Love                           | 2:50  |
| 6.     | How Could I Be Such a Fool?             | 2:16  |
| 7.     | Wowie Zowie                             | 2:55  |
| 8.     | You Didn't Try to Call Me               | 3:21  |
| 9.     | Any Way the Wind Blows                  | 2:55  |
| 10.    | I'm Not Satisfied                       | 2:41  |
| 11.    | You're Probably Wondering Why I'm Here  | 3:41  |
| 12.    | Trouble Every Day                       | 5:53  |
| 13.    | Help, I'm a Rock                        | 4:42  |
| 14.    | It Can't Happen Here                    | 3:59  |
| 15.    | The Return of the Son of Monster Magnet | 12:22 |

## Sestava

### Hudebníci
- Frank Zappa – kytara, zpěv
- Jimmy Carl Black – perkuse, bicí, zpěv
- Ray Collins – harmonika, činely, zvukové efekty, tamburína, zpěv
- Elliot Ingber – kytara
- Roy Estrada – baskytara, zpěv, guitarron, zpěv
- Gene Estes – perkuse
- Eugene Di Novi – piáno
- Neil Le Vang – kytara
- John Rotella – klarinet, saxofon
- Carol Kaye – 12strunná kytara
- Kurt Reher – violoncello
- Raymond Kelley – violoncello
- Paul Bergstrom – violoncello
- Emmet Sargeant – violoncello
- Joseph Saxon – violoncello
- Edwin V. Beach – violoncello
- Arthur Maebe – francouzský roh, tuba
- Motorhead Sherwood – zvuky
- Kim Fowley – megafon
- Mac Rebennack – piáno
- Les McCann – piáno
- Paul Butterfield
- Jeannie Vassoir

### Produkce
- Tom Wilson – producent
- Val Valentin – technický ředitel, inženýr
- Eugene Dinovi, Neil Levang, Vito, Ken Watson – asistenti
- Frank Zappa – hudební ředitel, orchestrace, aranžér
- Jack Anesh – obal

### Umístění
| Rok  | Žebříček             | Pozice |
| ---- | -------------------- | ------ |
| 1967 | Billboard Pop Albums | 130    |